# Leitrim (County Leitrim)
Leitrim (irisch Liatroim, auch: Leitrim Village, zur Abgrenzung vom County) ist eine Ortschaft im County Leitrim im nördlichen zentralen Binnenland der Republik Irland. Die Einwohnerzahl von Leitrim wurde beim Census 2022 mit 701 Personen ermittelt.

## Lage
Leitrim ist der Namensgeber des Countys Leitrim und liegt am Shannon, der hier über den Shannon–Erne–Waterway mit dem River Erne verbunden ist. Leitrim befindet sich an der Grenze zum County Roscommon und ist über die R280 mit Carrick-on-Shannon und Manorhamilton sowie über die R284 mit Sligo verbunden.
Die Ortschaft hat einen bedeutenden Binnenhafen (Marina). 

## Geschichte
1270 fand in der Nähe die Schlacht von Ath an Chip statt, als die gälischen Truppen unter Führung von Hugh MacFelim O’Connor die Normannen unter Führung von Robert d’Ufford und Walter de Burgh sehr deutlich besiegten. Zwischen 1491 und 1499 entstand O’Rourke’s Castle, ein Tower House, im Zentrum von Leitrim, von dem heute nur noch äußerst wenige Reste erhalten sind.
Als wichtige Furt durch den Shannon an der Grenze der Provinzen Connacht und Ulster war Leitrim lange Zeit ein Marktflecken. 
Am 10. Dezember 2023 zerstörte ein Tornado Teile des Ortes.

## Persönlichkeiten
- Wilhelmina Geddes (1887–1955), Glasmalerin

## Trivia
Die Horrorkomödie Dead Meat wurde hier gedreht.